# 破滅
| ウィキペディアには「破滅」という見出しの百科事典記事はありません（タイトルに「破滅」を含むページの一覧/「破滅」で始まるページの一覧）。 代わりにウィクショナリーのページ「破滅」が役に立つかもしれません。 |